# Celloconcert (Dvořák)
Het Celloconcert in b-mineur, opus 104 is het laatste soloconcert geschreven door de Tsjechische componist Antonin Dvořák. Hij schreef het werk in 1894 en 1895. Het werk droeg hij op aan bevriend cellist Hanuš Wihan.
Het celloconcert bestaat uit drie delen:
1. Allegro (b-mineur → B-majeur, ca. 14 minuten)
2. Adagio, ma non troppo (G majeur, ca. 11 minuten)
3. Finale: Allegro Moderato-andante-allegro vivo (b-mineur → B-majeur, ca. 11 minuten)

Het stuk heeft een totale duur van circa 36 minuten.

## Geschiedenis
In 1865, nog in het begin van Dvořáks muzikale carrière, begon Dvořák al aan een celloconcert; het Celloconcert in A, B. 10. Dit stuk werd geschreven voor de cellist Ludevít Peer. Dvořák kende hem van een orkest waarin beiden speelden. Hij gaf de partituur, nog slechts met pianobegeleiding, aan Peer ter beoordeling, maar Dvořák heeft er verder nooit meer wat mee gedaan. De partituur werd teruggevonden in 1925 en door de Duitse musicus Günther Raphael georkestreerd.
De cellist Wihan vroeg zoals ook anderen hadden gedaan aan Dvořák om een celloconcert. Dvořák heeft deze vraag een tijd lang afgeslagen onder met als “reden” dat “de cello weliswaar een fijn orkestinstrument is, maar totaal incapabel als instrument voor een soloconcert”. Volgens Josef Michl was Dvořák gek op het middenregister maar “klaagde hij over de nasale klank in het hoge register van de cello en de mompelende klank in het lage register”. Dvořák was misschien nog wel de meest verrast over zijn eigen keuze om later alsnog een celloconcert te schrijven.
Dvořák schreef het concert te New York in zijn derde termijn als directeur van het Nationaal Conservatorium. In 1894 schreef een andere docent van het conservatorium, Victor Herbert zijn tweede celloconcert. Dit beleefde zijn première in een serie van concerten. Dvořák bezocht ten minste twee uitvoeringen van dit werk en raakte zó onder de indruk ervan dat hij besloot om tóch op Wihans verzoek om een celloconcert in te gaan.

## Het concert
Het lange eerste deel - geschreven in de sonatevorm - opent met een lange introductie door het orkest die de thema’s exposeert welke later door de cellist zullen worden overgenomen.
Het lyrische Adagio vertoont zowel een pastoraal als een heftig karakter.
Een gevoel van nostalgie wordt door de finale opgewekt die in rondovorm is geschreven. Het stuk wordt meer en meer hartstochtelijk totdat het slot aanbreekt dat een muzikale herinnering aan het eerste en tweede deel vormt. Dit bouwt zich op tot een jubelend motief in B-grote terts.
Wihan suggereerde een aantal veranderingen in de cellopartituur. De meest bekende is de cadenza aan het einde van het derde deel. Andere kleine wijzigingen zijn verschillende passages die de moeilijkheidsgraad voor de cellopartij doen verminderen. Dvořák weigerde echter alle kleinere wijzigingen en zo ook de cadens. Dit was om persoonlijke redenen. Het derde deel was een eerbetoon aan zijn overleden schoonzuster Josefina Kaunitzová. Het droevige begin van de finale haalt namelijk een favoriet lied van haar aan.
Dvořáks vriend en mentor Johannes Brahms prees het concert: "Als ik had geweten dat het mogelijk was om een celloconcert als dit te componeren, had ik het zelf geprobeerd!". Brahms schreef echter nooit een celloconcert (wél een dubbelconcert voor viool en cello).

## Media
- European Archive Rechtenvrije opname van Dvořáks Celloconcert door Zara Nelsova (cello), Josef Krips (dirigent) en de Londen Symphony Orchestra bij het European Archive. (gearchiveerd)